# Растань (река)
Ра́стань — ручей в районе Нагатино-Садовники Южного административного округа Москвы, правый приток Москвы-реки. Водосборный бассейн застроен, река протекает в подземном коллекторе.
Длина составляет 1,1 км, площадь водосборного бассейна — 1,5 км². Исток расположен у развилки Варшавского и Каширского шоссе. Водоток в коллекторе проходит на север вдоль 1-го Нагатинского проезда. Устье расположено в 900 метрах к югу от устья Котловки. На берегах реки находились деревни Верхние и Нижние Котлы.
Название реки произошло от географического термина «росстани» — «перекресток дорог», то есть место где «расстаются».

## Ссылка
- Растань на карте «Малые реки Москвы» 1998 года на сайте Retromap
- Описание речного коллектора на сайте Подземные реки Москвы
- Растань на сайте проекта Малые реки Москвы